# Artaxerxes I (sassànida)

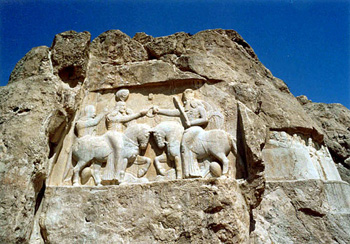
Relleu d'Artaxerxes I prop de Persèpolis, Iran.

Artaxerxes I o Ardashir I, del grec Artaxerxes (? - 240), fou el primer Xahanxà (Rei dels reis) de la dinastia sassànida, i rei dels reis de Pèrsia des de l'any 226, quan prengué el poder a Artaban V de Pàrtia (rei de l'Imperi Part) fins a l'any 240.

## Biografia
Segons Tabari va néixer a Tiruda al districte de Kir i subdistricte d'Estakr, net de Sassan o Sasan que va donar nom a la dinastia; aquest Sassan és descrit com a guardià del foc del temple d'Anahita a Estakr mentre la seva àvia Rambehest és assenyalada com a descendent d'una família de prínceps anomenada Nazrangi. El seu pare es deia Papak o Babag i és assenyalat com a successor de Sassan en "el govern del poble"; altres versions fan a Papak un rei local que va donar la seva filla en matrimoni a Sassan quan va saber que era descendent dels aquemènides; Sasan i la filla de Papak van tenir un fill de nom Artaxerxes. Encara d'altres versions assenyalen a Sasan (o Sassan) com un pastor i així l'assenyalava segles després Vararanes VI (hi ha alguna altra referència a l'humil origen de Sasan).
Segons Tabari, Papak va obtenir permís de Gozhir, el rei d'Estakr, per deixar a cura de Tiri, comandant del castell de Darabgerd al seu fill Artaxerxes; Tiri va morir i el va substituir Artaxerxes que va esdevenir insolent i desafiant; va començar a expandir-se matant a diversos prínceps locals i fins i tot va demanar al seu pare d'enderrocar a Gozhir; Papak li va fer cas i després del rebuig del rei part de proclamar al seu fill Sapor com a rei d'Estakr, es va revoltar.
Papak es va estendre per Fars i va dominar Estakr, regne que va proclamar independent de l'Imperi Part (vers 205 o 206). El rei Vologès V de Pàrtia (191-208) va tenir conflictes amb els romans (Septimi Sever) per la possessió de Mesopotàmia i havia dirigit la seva atenció cap a la part occidental, donant facilitat per les revoltes al sud de l'Imperi. Papak va tenir el suport en la seva revolta tant del fill Artaxerxes com del fill Sapor; aquest darrer va tenir el títol reial en vida del pare, segons les monedes, però mort Papak, fou Artaxerxes  el que va assolir el poder suprem, vers el 208.

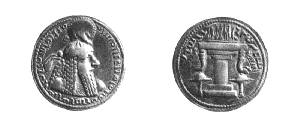
Moneda d'Artaxerxes I

El 224 Artaxerxes dominava Persis, Elimaida i Kirman, i nombrosos reietons o prínceps locals vassalls dels parts se li havien sotmès. Artaxerxes reclamava el poder de tot l'Iran i es va enfrontar decisivament amb els parts a la batalla d'Hormazan a Mèdia el 28 d'abril del 224. Al mateix camp de batalla va assolir el títol de Shahanshah (Rei dels reis) i va iniciar cronològicament una nova era (el calendari sassànida anterior marcava un any que anava del 27 de setembre del 223 al 25 de setembre del 224). El 226 fou coronat solemnement a Ctesifont quan va passar per la ciutat en direcció al nord per dominar o annexar altres territoris parts.
En la campanya del nord-oest Artaxerxes no va aconseguir conquerir Hatra (vers 226-227) i també fou rebutjat pels arsàcides d'Armènia (227-228); en canvi va poder dominar la part oriental de l'Imperi i obtenir la submissió de nombrosos vassalls, magnats locals i famílies nobles. Al voltant del 224-240 va envair a l'Imperi Kuixan la Sogdiana, Bactriana i Gandhara, on es van conèixer com els indo-Sassànides. Es creu que el país de Turan (país dels turcs) va retre homenatge a Artaxerxes, i que va dominar Merw i probablement tota Coràsmia. Al sud van conquerir la costa nord d'Aràbia fins a Bahrein; a l'oest la frontera amb Roma es va mantenir estable com amb els parts.
Artaxerxes va encaminar la seva política a l'eliminació dels regnes vassalls i dels poders locals o tribals i l'organització d'un estat centralitzat i burocratitzat. El 230 els sassànides van envair l'alta Mesopotàmia, i van assetjar Nísibis una de les principals fortaleses del territori (l'altra era Carrhae) però foren rebutjats. Atacs sassànides van arribar fins a Síria i Capadòcia. Alexandre Sever va decidir atacar personalment als sassànides; va reunir tropes a les que va incorporar veterans de les legions del Danubi i va establir el seu quarter general a Antioquia i sembla que va fer un intent poc profitós l'hivern del 231 al 232 d'arreglar el conflicte per mitjans diplomàtics; l'expedició va començar després de sufocar un motí.
Les primeres victòries romanes foren compensades per posteriors derrotes; també els perses van patir serioses baixes. En general, i donada la manca de referències perses a aquesta guerra, s'ha de suposar que més aviat fou favorable a Roma, però segons els historiadors romans les fronteres no es van alterar; Alexandre Sever va celebrar un triomf quan va tornar a Roma. No es va signar formalment cap tractat (232) però el 233 no hi va haver atacs sassànides. La fortalesa d'Hatra, que dominava un país a l'entorn, i que gaudia d'autonomia sota els parts, es va sotmetre als romans perquè el centralisme de l'estat sassànida la posava en perill.
Després de la mort d'Alexandre el 235, Artaxerxes es va veure encoratjat per reprendre els atacs contra territori romà. El 237-238 foren capturades Carrhae i Nísibis; l'abril del 239 va fer un important atac a Dura; i en algun moment també fou atacada Hatra que hauria resistit un llarg setge fins que fou ocupada entre l'abril i el setembre del 240. Els sassànides la van convertir en la base principal a Mesopotàmia; segurament la seva caiguda va provocar la guerra que va dirigir Gordià III.
El 12 d'abril del 240 el fill d'Artaxerxes, Sapor I, encara viu el pare, fou coronat rei; Artaxerxes va morir vers el febrer del 242, però Sapor I es pot considerar únic rei des del 240.
El regne sassànida en temps d'Artaxerxes tenia quatre grans regnes autònoms (Aprenak, Merw, Kirman i Sakastan), tres regnes vassalls (Makuran, Turestan i Kushanshahr) i nombroses províncies (equivalents a les antigues satrapies); alguns territoris eren administrats per caps locals o famílies nobles; en canvi les terres reials depenien directament del rei; els petits reietons locals van disminuir però encara en van restar molts.
En el seu regnat el zoroastrisme va tenir el suport oficial. Artaxerxes era membre d'aquesta religió. El rei es declara "adorador de Mazda" i "descendent dels déus". Les altres religions que havien gaudit d'ampla tolerància sota els parts, van perdre part de les seves facilitats; els jueus van perdre la seva jurisdicció religiosa i legal; però els cristians no devien ser maltractats, ja que el seu nombre va pujar durant el segle iii. Mani mai va actuar sota Artaxerxes.
El càrrecs de la cort eren: els reis hereditaris dels quatre regnes: Sadaraf o Satarop d'Aprenak (Nixapur), Artaxerxes de Merw, Artaxerxes de Kirman i Artaxerxes de Sakastan (els saces del país també anomenat Sagestan); seguien tres reines: Denak (àvia d'Artaxerxes I), Rodak (mare del rei) i Denak (esposa del rei); el virrei (bidaxs), el primer ministre o potser comandant de la guàrdia (hazaruft) Papak i cinc caps de grans famílies: Dehen dels Waraz, Sasan dels Suren, Sasan dels senyors d'Andigan, Peroz dels Karen i Gok també dels Karen; Apursam o Abarsam tenia unes funcions no establertes, potser conseller. Al darrere seguien quinze dignataris més incloent el spahbed (cap de l'exèrcit) i el dibiruft (canceller); altres dignataris eren el aywenbed (mestre de cerimònies), els framadar (secretaris), i els herbads, mobads i mogs (que tenien funcions religioses).
Se li atribueix la fundació o refundació de les ciutats de Ardashir-Korra (Firuzabad), Ram-Ardashir, Rev-Ardashir (Rishahr), Hormozd-Ardashir (Suq al-Ahwaz), Veh-Ardashir (prop de Ctesifont), Astarabad-Ardashir(Kar-e Meysan), Ps-Ardashir(costa d'Aràbia) i Nud-Ardashir (prop de Mosul).
Importants relleus a la muntanya corresponents a aquest regnat són: el relleu del pont a Firuzabad; el relleu del combat a cavall de Firuzabad (que reflecteix la victòria d'Artaxerxes sobre el rei Artaban V de Pàrtia); el relleu de la investidura a Naqs-e Rajab; el relleu de la investidura a Naqs-e Rostam; i el relleu de Salmas (investidura de dos governadors armenis).